# Lagunitas (Kalifornien)
Lagunitas (spanisch für „Kleine Lagunen“) ist eine unincorporated community im Marin County, Kalifornien, USA.  
Es liegt 16 km südwestlich von Novato, auf einer Höhe von 66 m. Lagunitas wird durch die US-Volkszählung mit Forest Knolls zum Census-Designated Place (CDP) Lagunitas-Forest Knolls zusammengefasst. Das erste Postamt in Lagunitas wurde 1906 eröffnet. Die Postleitzahl von Lagunitas ist 94938.
Klaus Kinski starb hier am 23. November 1991

## Geografie
Lagnuitas liegt in einem bergigen Teil des Marin County, nördlich von Kent Lake und östlich des Samuel P. Taylor State Park. Der Kent Lake dient als Hauptzufluss des Lagunitas Creek, der in die Tomales Bay und von dort in den Pazifischen Ozean mündet.